# مكي (كوهسرخ)
مكي هي قرية في مقاطعة كوهسرخ، إيران. عدد سكان هذه القرية هو 1,474 في سنة 2006.